# Cantonul Montbazens
Cantonul Montbazens este un canton din arondismentul Villefranche-de-Rouergue, departamentul Aveyron, regiunea Midi-Pyrénées, Franța.

## Comune
| Comune          | Populație (1999) | Cod poștal | Cod INSEE |
| --------------- | ---------------- | ---------- | --------- |
| Brandonnet      | 312              | 12350      | 12034     |
| Compolibat      | 417              | 12350      | 12071     |
| Drulhe          | 400              | 12350      | 12091     |
| Galgan          | 347              | 12220      | 12108     |
| Lanuéjouls      | 701              | 12350      | 12121     |
| Lugan           | 324              | 12220      | 12134     |
| Maleville       | 928              | 12350      | 12136     |
| Montbazens      | 1.321            | 12220      | 12148     |
| Peyrusse-le-Roc | 204              | 12220      | 12181     |
| Privezac        | 317              | 12350      | 12191     |
| Roussennac      | 485              | 12220      | 12206     |
| Valzergues      | 217              | 12220      | 12289     |
| Vaureilles      | 484              | 12220      | 12290     |